# Universidad Popular Lastarria
La Universidad Popular Lastarria fue una universidad popular chilena, creada bajo el alero de la Federación de Estudiantes de la Universidad de Chile en 1918.
Tomó su nombre del destacado líder estudiantil y político José Victorino Lastarria. Tenía como fin la instrucción de los obreros y trabajadores manuales, con el propósito de promover y permitir el avance de las clases proletarias.
Pese a su corta duración (fue disuelta a mediados de la década de 1930), tuvo un gran impacto desde varios puntos de vista; para la Universidad de Chile significó un acercamiento por primera vez con las clases populares, saliendo de su esfera académica; para los partidos de izquierda representó la posibilidad de traducir en obras el haber sido gran parte de su dirigencia educada en instituciones elitistas; y para la figura histórica de José Victorino Lastarria fue el resarcir su imagen pública, sumamente deteriorada por la historigrafía del siglo XIX.
Entre sus legados se cuentan las "Clínicas Jurídicas" impartidas por los estudiantes de Derecho, y que aún existen como un curso en dicha carrera; la fundación de la Escuela Nocturna para Obreros de la Construcción (ENOC) en 1940, aun existe al alero de la Facultad de Arquitectura y Urbanismo de la Universidad de Chile; y la fundación de iniciativas como el Preuniversitario José Carrasco Tapia y los posteriores preuniversitarios populares de fines de los años 1990.
- Datos: Q6156657